# Samsung SGR-A1
El Samsung SGR-A1 és un robot militar centinela sur-coreà dissenyat per a reemplaçar en la funció de vigilància a les tropes que actualment exerceixen tal funció en la zona desmilitaritzada entre Corea del Nord i Corea del Sud. És un sistema estacionari creat per Samsung Techwin, la filial de defensa de l'empresa Samsung.

## Desenvolupament i característiques
L'any 2006, Samsung Techwin donà a conéixer una metralladora robòtica tot tems de calibre 5.56, amb un llança granades opcional per vigilar la zona desmilitaritzada, amb un cost de 200.000 Dòlars la unitat està capacitada per a detectar i seguir múltiples objectius mòbils emprant càmeres infrarrojes i de llum visible, estant sota control d'un operador humà. Pot identificar i assolir automàticament mitjançant disparaments a un objectiu a més de 3 kilòmetres de distància. Desenvolupat en unan universitat sur-coreana, el SGR-A1 empra sensors òptics per a identificar objectius a una distància de fins i tot 4 kilòmetres amb llums de dia., quedant reduït l'abast a la meitat durant la nit. A part, està equipat amb un sistema de comunicació (micròfon i altaveus) per a comprovar les contrasenyes amb soldats. Si la constrasenya és errònia, el robot pot activar una alarma o disparar a l'objectiu amb bales de goma, munició real o amb una metralladora lleugera Daewoo K3.